# Gregory Hunter
Gregory Hunter è un personaggio immaginario protagonista dell'omonima serie a fumetti di fantascienza edita dalla Sergio Bonelli Editore da marzo 2001 ad agosto 2002, quando la serie venne chiusa dopo 17 numeri (più uno speciale fuori serie).

## Biografia del personaggio
Gregory si muove in un universo su un piano temporale parallelo a quello normale. Nel suo universo è stato sviluppato un sistema di propulsione che, praticamente senza costi, consente di viaggiare nello spazio a grandi velocità: le Pile Coleman. Dopo una prima parte della sua vita vissuta in modo burrascoso, dove ha pure intrapreso la carriera di cacciatore di taglie, si è ritrovato addosso, a causa di uno stregone, una maledizione da parte delle divinità che governano il suo universo: ogni volta che è causa della morte di un uomo, gli appare uno spettro che gli spara un colpo; il proiettile lo attraversa, ma ogni volta che ciò accade lui lo sente un po' più solido. Il suo inseparabile compagno è Badger, un Tallariano, creatura quadrumane, donnaiola e antropomorfa, molto rissosa soprattutto quando gli si fa notare che dovrebbe essere estinto come tutta la sua specie. Gregory Hunter ha abbandonato il suo passato ai limiti della legalità per diventare un ranger dello spazio e far trionfare la legge nelle più sperdute zone della galassia, affrontando svariati nemici e mostri spaziali, ma non perderà occasione di seguire anche le tracce del misterioso monaco che egli pensa potrà affrancarlo dalla sua maledizione.

## Storia editoriale
Il personaggio venne creato da Antonio Serra e graficamente da Elena Pianta, che ha disegnato tutte le copertine.
La serie è influenzata dalla saga di Dune di Herbert e da Guerre stellari di George Lucas. Come lo stesso Serra ha avuto modo di dire in un'intervista on-line, si è poi ispirato all'opera dell'italiano Hugo Pratt, in particolare al suo Corto Maltese, e allo statunitense Jack Kirby e ai suoi Fantastici Quattro.

### Elenco albi pubblicati
| Nr.  | Titolo                                          | Data pubblicazione | Soggetto                       | Sceneggiatura                   | Disegni                                                              |
| ---- | ----------------------------------------------- | ------------------ | ------------------------------ | ------------------------------- | -------------------------------------------------------------------- |
| 1    | Il ranger dello spazio                          | Marzo 2001         | Antonio Serra                  | Antonio Serra                   | Elena Pianta                                                         |
| 2    | La guerriera di ghiaccio                        | Aprile 2001        | Antonio Serra                  | Antonio Serra                   | Elena Pianta                                                         |
| 3    | Il destino di Aarkon                            | Maggio 2001        | Antonio Serra                  | Antonio Serra                   | Elena Pianta e Antonella Platano                                     |
| 4    | Le origini dello spettro                        | Giugno 2001        | Antonio Serra                  | Antonio Serra                   | Antonella Platano                                                    |
| 5    | Il pianeta dell'abisso                          | Luglio 2001        | Antonio Serra                  | Antonio Serra                   | Antonella Platano                                                    |
| 6    | La vendetta di Helkeyon                         | Agosto 2001        | Antonio Serra                  | Antonio Serra                   | Antonella Platano                                                    |
| 7    | La barriera stellare                            | Settembre 2001     | Antonio Serra                  | Antonio Serra                   | Patrizia Mandanici                                                   |
| 8    | Il gigante di lava                              | Ottobre 2001       | Antonio Serra                  | Antonio Serra                   | Patrizia Mandanici                                                   |
| 9    | Rapimento su Cygnus Tre                         | Novembre 2001      | Stefano Piani                  | Stefano Piani                   | Patrizia Mandanici                                                   |
| 10   | Trip                                            | Dicembre 2001      | Stefano Piani                  | Stefano Piani                   | Anna Lazzarini, Patrizia Mandanici e Antonella Platano               |
| 11   | Il tempio della paura                           | Gennaio 2002       | Antonio Serra                  | Antonio Serra                   | Francesco Rizzato                                                    |
| 12   | La maschera del passato                         | Febbraio 2002      | Antonio Serra                  | Antonio Serra                   | Francesco Rizzato                                                    |
| 13   | Un mondo di mostri                              | Marzo 2002         | Stefano Piani                  | Stefano Piani                   | Onofrio Catacchio                                                    |
| 14   | I figli del vento                               | Aprile 2002        | Stefano Vietti                 | Stefano Vietti                  | Mario Rossi                                                          |
| 15   | Il trono di sabbia                              | Giugno 2002        | Stefano Vietti                 | Stefano Vietti                  | Mario Rossi                                                          |
| 16   | Futura                                          | Luglio 2002        | Antonio Serra e Stefano Vietti | Antonio Serra e Stefano Vietti  | Andrea Artusi                                                        |
| 17   | L'ultima sentinella                             | Agosto 2002        | Antonio Serra                  | Stefano Vietti e Alberto Ostini | Andrea Artusi, Patrizia Mandanici, Antonella Platano ed Elena Pianta |
| Maxi | La terra delle lunghe ombre Il nido del Crotalo | Agosto 2002        | Gigi Simeoni                   | Gigi Simeoni                    | Gigi Simeoni                                                         |

## Altri media
Nel 2008 i Lumiq Studios annunciarono di voler produrre il lungometraggio Gregory Hunter and the Ghosts of the Lost Empire.